# Tacciana Puczak
Tacciana Puczak, biał. Таццяна Мікалаеўна Пучак, ros. Татьяна Николаевна Пучек (ur. 9 stycznia 1979 w Mińsku) – białoruska tenisistka, reprezentantka kraju w Fed Cup, olimpijka z Pekinu (2008).

## Kariera tenisowa
Zawodową tenisistką była w latach 1998–2012. Wygrała 8 turniejów z cyklu WTA Tour oraz 20 o randze ITF w konkurencji gry podwójnej. W grze singlowej odniosła 3 zwycięstwa w zawodach rangi ITF.
W latach 1997–2011 reprezentowała Białoruś w Fed Cup 37 zwycięskich meczów o ponosząc 15 porażek.
W sezonie 2008 zagrała w grze podwójnej kobiet na igrzyskach olimpijskich w Pekinie dochodząc do drugiej rundy wspólnie z Wiktoryją Azaranką.
W rankingu gry pojedynczej Puczak najwyżej była na 55. miejscu (22 lipca 2002), a w klasyfikacji gry podwójnej na 25. pozycji (29 września 2008).

### Wygrane turnieje rangi WTA Tour

#### Gra podwójna (8)
|    | Data       | Turniej                                      | Kat.          | ($)     | Naw.   | Partnerka          | Finalistki                                | Wynik             |
| 1. | 10/06/2002 | Taszkent, Tashkent Open                      | Kategoria IV  | 140 000 | twarda | Tetiana Perebyjnis | Mia Buric Galina Fokina                   | 7:5, 6:2          |
| 2. | 06/10/2003 | Taszkent, Tashkent Open                      | Kategoria IV  | 140 000 | twarda | Julija Bejhelzimer | Li Ting Sun Tiantian                      | 6:3, 7:6(0)       |
| 3. | 02/10/2006 | Taszkent, Tashkent Open                      | Kategoria IV  | 145 000 | twarda | Wiktoryja Azaranka | Maria Elena Camerin Emmanuelle Gagliardi  | walkower          |
| 4. | 21/09/2008 | Kanton, Guangzhou International Women’s Open | Kategoria III | 175 000 | twarda | Marija Korytcewa   | Sun Tiantian Yan Zi                       | 6:3, 4:6, 10–8    |
| 5. | 20/09/2009 | Kanton, Guangzhou International Women’s Open | International | 220 000 | twarda | Wolha Hawarcowa    | Kimiko Date Sun Tiantian                  | 6:3, 2:6, 10–8    |
| 6. | 27/09/2009 | Taszkent, Tashkent Open                      | International | 220 000 | twarda | Wolha Hawarcowa    | Witalija Djaczenko Kaciaryna Dziehalewicz | 6:2, 6:7(1), 10–8 |
| 7. | 25/09/2010 | Taszkent, Tashkent Open                      | International | 220 000 | twarda | Aleksandra Panowa  | Alexandra Dulgheru Magdaléna Rybáriková   | 6:3, 6:4          |
| 8. | 24/07/2011 | Baku, Baku Cup                               | International | 220 000 | twarda | Marija Korytcewa   | Monica Niculescu Galina Woskobojewa       | 6:3, 2:6, 10–8    |